# Judit Fejes
Judit Fejes (* 16. Dezember 1967 in Budapest) ist eine ungarische Badmintonspielerin. 

## Karriere
Judit Fejes gewann schon als Juniorin 1983 im Alter von 15 Jahren ihren ersten Titel bei den Erwachsenen in Ungarn. 1985, 1987 und 1989 war sie erneut erfolgreich. Des Weiteren erkämpfte sie sich sechs Mannschaftstitel.

## Sportliche Erfolge
| Saison | Veranstaltung                              | Disziplin   | Platz | Name                       |
| ------ | ------------------------------------------ | ----------- | ----- | -------------------------- |
| 1983   | Ungarn: Einzelmeisterschaften              | Damendoppel | 1     | Ildikó Vígh / Judit Fejes  |
| 1985   | Ungarn: Einzelmeisterschaften              | Damendoppel | 1     | Ildikó Vígh / Judit Fejes  |
| 1986   | Ungarn: Einzelmeisterschaften der Junioren | Dameneinzel | 1     | Judit Fejes                |
| 1987   | Ungarn: Einzelmeisterschaften              | Mixed       | 1     | György Vörös / Judit Fejes |
| 1989   | Ungarn: Einzelmeisterschaften              | Damendoppel | 1     | Ildikó Vigh / Judit Fejes  |

## Referenzen
- Ki kicsoda a magyar sportéletben? Band 1 (A–H). Szekszárd, Babits Kiadó, 1994. ISBN 963-7806-90-3

| Personendaten    | Personendaten                 |
| ---------------- | ----------------------------- |
| NAME             | Fejes, Judit                  |
| KURZBESCHREIBUNG | ungarische Badmintonspielerin |
| GEBURTSDATUM     | 16. Dezember 1967             |
| GEBURTSORT       | Budapest                      |